# 47 Ronin
47 Ronin är en amerikansk action-fantasyfilm från 2013 med Keanu Reeves i huvudrollen. Den är regisserad av Carl Erik Rinsch, som gjorde sin regidebut. 

## Handling
Filmen är skriven av Chris Morgan och Hossein Amini från en berättelse utformad av Morgan och Walter Hamada, och den baseras på ett verk av Chūshingura, ("Treasury of Loyal Retainers"). Det är den sanna historien om "de fyrtiosju ronin". Den berättar en stiliserad version av historien, som använder fantasielement från den asiatiska mytologin. Filmen handlar om en grupp samurajer under daimyō Asano Naganori i 1700-talets Japan, som hämnades Naganoris död genom att konfrontera sin rival Kira Yoshinaka. Med Keanu Reeves och Hiroyuki Sanada i huvudrollen har filmen nästan inget gemensamt med det ursprungliga historiska eposet, utan sätts in "i en värld av häxor och jättar." Medan handlingen och bilderna berömdes, fick 47 Ronin generellt sett negativa recensioner från kritikerna.

## Rollista
- Keanu Reeves – Kai
- Hiroyuki Sanada – Kuranosuke Oishi, ledare för ronin
- Tadanobu Asano – Lord Kira Yoshinaka
- Kou Shibasaki – Mika,  Asano Naganoris dotter
- Rinko Kikuchi – Mizuki
- Min Tanaka – Lord Asano Naganori
- Jin Akanishi – Chikara, Kuranosuke Oishis son
- Masayoshi Haneda – Yasuno
- Hiroshi Sogabe – Hazama
- Neil Fingleton – Lovecraftian Samurai
- Takato Yonemoto – Basho
- Hiroshi Yamada – Hara
- Shu Nakajima – Horibe
- Cary-Hiroyuki Tagawa – Shogun Tsunayoshi
- Yorick van Wageningen – Kapitan
- Gedde Watanabe – Truppledare
- Rick Genest – Foreman

## Om filmen
Inspelningen började 14 mars 2011 i Budapest. Produktionen flyttades senare till Shepperton Studios i Storbritannien, och avslutades i Japan. Reeves sade att scenerna först spelades in på japanska för att bekanta sig med det skådespelarna. Scenerna filmades igen på det engelska språket.
Reshoots gjordes i London under slutet av augusti 2012, som hade blivit försenade av de Olympiska spelen och inspelningen av Reeves regidebut, Man of Tai Chi. Dessutom lade studion till kärleksscener, närbilder och individuella dialoger för att öka Reeves närvaro.
Filmen var ursprungligen planerad att släppas den 21 november 2012, men blev sedan först senarelagd till 8 februari 2013, med hänvisning till behovet av att arbeta på 3D-effekter.
47 Ronin producerades av H2F Entertainment, Mid Atlantic Films, Moving Picture Company, Stuber Productions och Relativity Media. Den hade premiär i Japan den 6 december 2013, innan den släpptes av Universal Pictures den 25 december 2013 i USA i både 3D och 2D. Filmen drog bara in 151 miljoner dollar, mot sin produktionsbudget på 175–225 miljoner dollar, vilket gjorde det till en kostsam affär för Universal under 2013. Tidskriften Variety listade 47 Ronin som en av "Hollywoods största ekonomiska misslyckanden under 2013". Trots filmens kritiska och kommersiella misslyckande tillkännagavs en uppföljare 2020 för att påbörja produktionen 2021.